# Felix William Leakey
Felix William Leakey (* 1922 in Singapur; † 7. Dezember 1999 in Northumberland) war ein britischer Romanist und Baudelaire-Spezialist.

## Leben und Werk
Leakey wuchs u. a. in Argentinien und Marokko auf. Von 1931 bis 1934 besuchte er das Lycée français in Tanger. Er studierte an der Queen Mary, University of London und wurde dort promoviert. Er lehrte an den Universitäten Sheffield, Glasgow und Reading und war von 1973 bis zu seiner Emeritierung Professor für Französisch am Bedford College der London University.

## Weitere Werke
- (Hrsg. mit anderen) The French Renaissance and its heritage. Essays presented to Alan Martin Boase by colleagues, pupils and friends, London 1968
- Baudelaire and nature, Manchester/New York 1969
- Sound and sense in French poetry. An inaugural lecture, London 1975 (Antrittsvorlesung Bedford College)
- (Hrsg. mit James Knowlson) Samuel Beckett, Drunken boat. A translation of Arthur Rimbaud's poem "Le bateau ivre”, Reading 1976
- Baudelaire. Collected essays, 1953–1988, hrsg. von Eva Jacobs, Cambridge 1990 (Vorwort von Claude Pichois)
- Baudelaire. Les Fleurs du mal, Cambridge 1992 (Buch über Les Fleurs du Mal von Baudelaire)
- (Übersetzer) Selected poems from Les fleurs du mal (Flowers of evil), Hexham 1994